# Karmiotisa FC
Karmiotisa FC (gr. Αθλητικό Πολιτιστικό Κέντρο Καρμιώτισσα) – cypryjski klub piłkarski, mający siedzibę we wsi Pano Polemidia dystryktu Limassol na południu kraju.

## Historia
Chronologia nazw:
- 1979: Karmiotissa Pano Polemidia (gr. Καρμιώτισσα Πάνω Πολεμιδιών)

Klub piłkarski Karmiotissa został założony w miejscowości Pano Polemidia w roku 1979. Do 1987 zespół występował w mistrzostwach regionalnych Związku Piłkarskiego Limassol. Latem 1987 debiutował w kategorii D (IV liga), w której zajął ostatnie 14 miejsce w grupie Limassol-Pafos. Potem znów przez dłuższy czas grał w rozgrywkach amatorskich. Dopiero w 2009 ponownie startował w kategorii D. W sezonie 2011/12 zespół zakończył na drugim miejscu i został promowany do kategorii G (III liga). W swoim pierwszym sezonie 2012/13 zdobył mistrzostwo i po raz pierwszy awansował do kategorii B (II ligi). Debiut był udanym - 1 miejsce w grupie B2, ale po reorganizacji drugiego poziomu pozostał w niej. Po zakończeniu sezonu 2015/16 uplasował się na pierwszej pozycji i zdobył historyczny awans do pierwszej ligi.

## Sukcesy

### Trofea międzynarodowe
Nie uczestniczył w rozgrywkach europejskich (stan na 31-05-2016).

### Trofea krajowe
| \| \| Zdobyte trofea w rozgrywkach Cypru (stan na: 31-05-2016) \| |                                                          |      |                             |
| Rozgrywki                                                         | Osiągnięcie                                              | Razy | Sezon(y)                    |
| Mistrzostwo                                                       | I miejsce                                                | 0    |                             |
| Mistrzostwo                                                       | II miejsce                                               | 0    |                             |
| Mistrzostwo                                                       | III miejsce                                              | 0    |                             |
| Mistrzostwo                                                       | ?. miejsce                                               | 1    | 2016/17                     |
| Puchar                                                            | zdobywca                                                 | 0    |                             |
| Puchar                                                            | finalista                                                | 0    |                             |
| Puchar                                                            | ćwierćfinalista                                          | 1    | 2014/15                     |
| II liga                                                           | I miejsce                                                | 2    | 2013/14 (grupa B2), 2015/16 |
| II liga                                                           | II miejsce                                               | 0    |                             |
| II liga                                                           | III miejsce                                              | 0    |                             |
| Cypr                                                              | Zdobyte trofea w rozgrywkach Cypru (stan na: 31-05-2016) |      |                             |

- Kategoria „G” (III poziom):
  - mistrz (1): 2012/13

## Stadion
Klub rozgrywa swoje mecze domowe na stadionie Miejskim we wsi Pano Polemidia, który może pomieścić 1500 widzów.